# Ильина, Анна Владиславовна
А́нна Владисла́вовна Ильина́ (род. 14 августа 1994), в девичестве Доментьева — российская легкоатлетка, специалистка по бегу на средние и длинные дистанции, кроссу. Выступала на профессиональном уровне в 2012—2013 и 2017—2023 годах, серебряная и бронзовая призёрка чемпионатов России, победительница ряда крупных всероссийских стартов. Представляла Чувашию и Москву. Мастер спорта России.

## Биография
Анна Доментьева родилась 14 августа 1994 года. Занималась лёгкой атлетикой в Чебоксарах в Спортивной школе олимпийского резерва № 1 им. В. Егоровой, проходила подготовку под руководством заслуженного тренера России Анатолия Сидоровича Петрова.
Первого серьёзного успеха на всероссийском уровне добилась в сезоне 2012 года, когда на чемпионате России среди юниоров в Чебоксарах выиграла бронзовую медаль в беге на 1500 метров и одержала победу в беге на 3000 метров.
В 2013 году была уличена в нарушении антидопинговых правил и отстранена от участия в соревнованиях на 2 года (с 19 июля 2013 года по 18 июня 2015 года), при этом часть ранее показанных результатов аннулировали. Проба спортсменки показала наличие тестостерона экзогенного происхождения.
Возобновила спортивную карьеру в 2017 году: выиграла бронзовую медаль в дисциплине 3000 метров на зимнем чемпионате России в Москве, заняла пятое место в дисциплине 1500 метров на Мемориале братьев Знаменских в Жуковском, завоевала серебряную награду в дисциплине 5000 метров на летнем чемпионате России в Жуковском, где уступила только Екатерине Ишовой. Во всех трёх случаях установила свои личные рекорды — 9:00.73, 4:09.73 и 15:43.04 соответственно.
В 2018 году в 3000-метровом беге стала серебряной призёркой на Кубке губернатора в Новочебоксарске.
В 2021 году взяла бронзу в кроссе на 3 км на весеннем чемпионате России по кроссу в Суздале (позднее в связи с допинговой дисквалификацией Светланы Карамашевой поднялась в итоговом протоколе на вторую позицию).
В 2022 году в беге на 5000 метров финишировала восьмой на чемпионате России в Чебоксарах, стала бронзовой призёркой на дистанции 6 км на осеннем чемпионате России по кроссу в Оренбурге.
В 2023 году на весеннем чемпионате России по кроссу в Суздале на дистанции 3 км пришла к финишу шестой. Позднее в сентябре вновь получила дисквалификацию за нарушение антидопинговых правил, на сей раз её отстранили на 3 года (до 29 августа 2026 года) — за использование эритропоэтина.
Окончила Чебоксарское училище олимпийского резерва по специальности «педагог по физической культуре и спорту» (2014) и Чебоксарский политехнический институт (филиал) Московского государственного открытого университета по специальности «юриспруденция». Впоследствии работала частным тренером по бегу и общефизической подготовке в Москве.